# Les Tortes
Les Tortes és una muntanya de 250 metres que es troba al municipi de Castellet i la Gornal, a la comarca de l'Alt Penedès.